# Barcelona Ladies Open 1976
Il Barcelona Ladies Open 1976 è stato un torneo di tennis giocato sulla terra rossa. È stata la 3ª edizione del torneo, che fa parte dei Tornei di tennis femminili indipendenti nel 1976. Si è giocato al Real Club de Tenis Barcelona di Barcellona in Spagna, dal 18 al 24 ottobre 1976.

## Campionesse

### Singolare
Renáta Tomanová ha battuto in finale  Virginia Ruzici con il punteggio di 3–6, 6–4, 6–2

### Doppio
Florența Mihai /  Pat Medrado hanno battuto in finale  Nathalie Fuchs /  Michèle Gurdal con il punteggio di 6–2, 6–4